# Lycosa nilotica
Lycosa nilotica este o specie de păianjeni din genul Lycosa, familia Lycosidae, descrisă de Jean Victor Audouin în anul 1826.
Este endemică în Egipt. Conform Catalogue of Life specia Lycosa nilotica nu are subspecii cunoscute.